# Emma Daumas
Manuelle "Emma" Daumas (23 de Novembro de 1983, em Avinhão) é uma cantora francesa de pop. Começou cedo na música, antes dos doze anos. Frequentou um curso de guitarra e entrou aos quinze anos na escola de música de de Villeuneuve-lès-Avignon.
O reconhecimento público aconteceu apenas em 2002 quando participou no concurso Star Academy, que venceu.  As suas influências musicais vão desde Sheryl Crow, Vanessa Paradis, Alanis Morissette ou Avril Lavigne. Seguiu-se o lançamento do seu primeiro álbum, "Le sault d l´ange" em 2003. Foi um grande sucesso em França e que a mediatizou nos ecras de tv. Videoclips como "Tu Seras", "figurine Humaine" ou "J´attends" foram presença obrigatória durante meses a fio nos canais musicais francófonos. Mais tarde realiza um video com a banda pop sueca  Eskobar, "You Got Me", marcou a sua estreia na música anglo-francesa. Em 2006 lança o seu segundo álbum, "Effects Secondaires", que ao que se espera será um grande sucesso também. Já foi extraído o single "Regarde Nous".